# Wurstkapelle
Die Wurstkapelle (tschechisch: Wurst Kaplička) war eine nach dem Zweiten Weltkrieg zerstörte Haus- und Wegekapelle, die 2017 unter der Bezeichnung Kaplička u Horní Blatné (Kapelle bei Platten) im Jahre 2017 unweit ihres vorigen Standortes in anderer Form wiedererrichtet wurde.

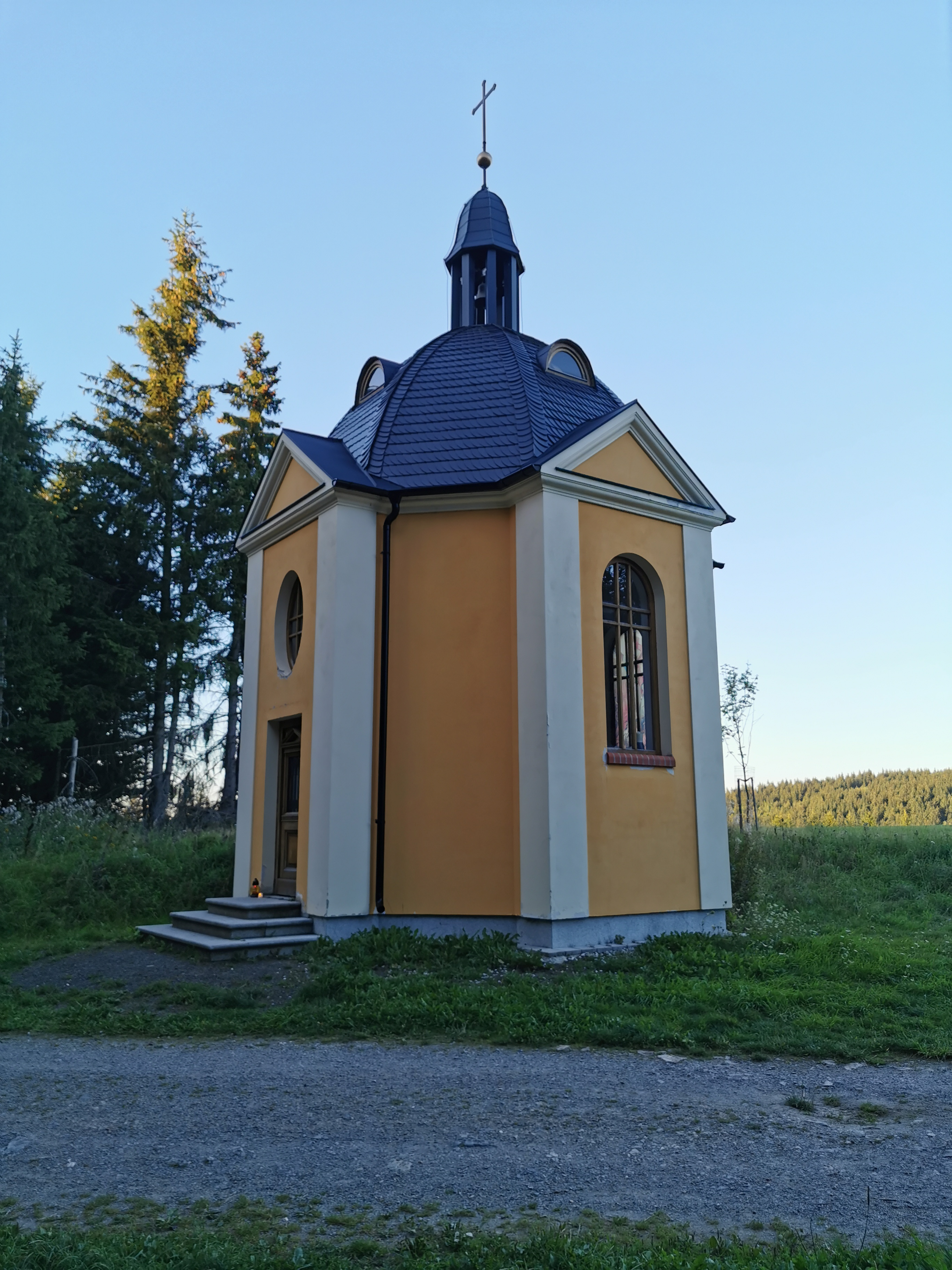
Die wiedererrichtete Wurstkapelle

## Lage
Die Wurstkapelle liegt am Wanderweg von Horní Blatná (Bergstadt Platten) nach Potůčky (Breitenbach) im tschechischen Teil des Erzgebirges unterhalb des Plattenberges (Blatenský vrch) in einer Höhenlage von ca. 900 m.

## Geschichte

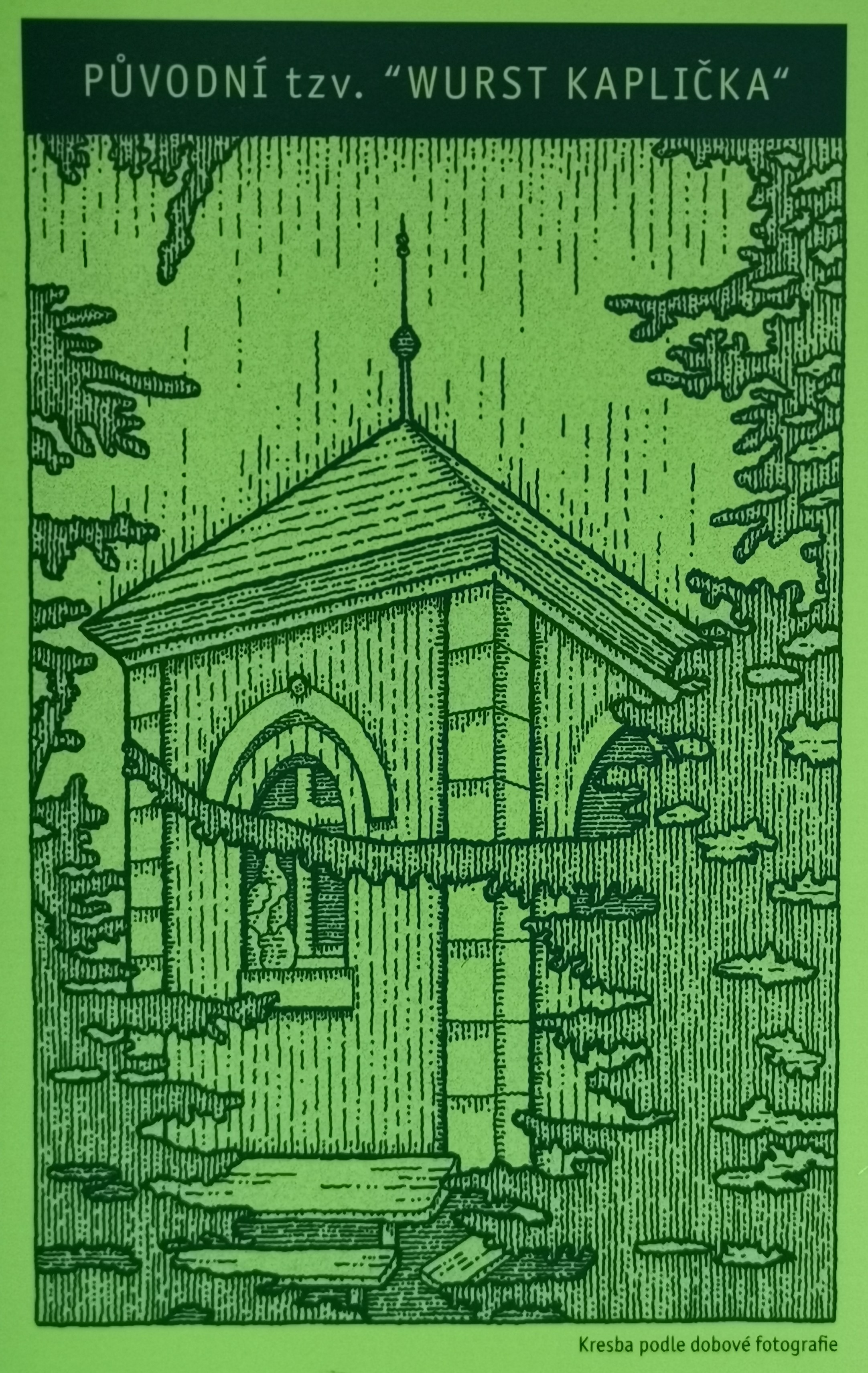
Die ursprüngliche Wurstkapelle. Zeichnung auf der Grundlage eines alten Fotos, präsentiert an der Informationstafel des Neubaus.

Unterhalb des Hirschbergs (Jelení hora) stand früher am Fahrweg von der Bergstadt Platten zum Breitenbacher Ortsteil Motsloch (auch: Mozloch) das sogenannte Mots- oder Mozhaus; es war aus einem früheren Grubengebäude hervorgegangen. Dessen Besitzer, Johann Wurst, ließ neben dem Haus im Jahre 1909 eine Kapelle errichten, die fortan seinen Namen trug.
Es handelte sich ursprünglich nur um eine einfache, aus Ziegelsteinen errichtete Haus- und Wegekapelle mit quadratischem Grundriss. Sie verfügte über zwei vergitterte Fenster und einen hölzernen Vorbau mit Holzbänken. Im Inneren der Wurstkapelle befand sich ein kleiner Altar mit Heiligenbildern und -figuren.
Nach der Vertreibung der deutschen Bevölkerung aus der Tschechoslowakei nach dem Ende des Zweiten Weltkrieges wurden sowohl das Motshaus als auch die Wurstkapelle abgerissen. Der Weg an der zerstörten Kapelle vorbei wurde danach jahrzehntelang kaum noch genutzt.
Im Jahr 2017 entschloss man sich staatlicherseits, die Wurstkapelle wiederzuerrichten, allerdings nicht am alten Platz, sondern an dem etwas häufiger genutzten, durch den Wald führenden Wanderweg von Horní Blatná nach Potůčky, etwa 400 Meter vom ursprünglichen Standort entfernt. Für die Finanzierung kam die tschechische Forstverwaltung auf.
Die neue Kapelle wurde der früheren Wurstkapelle nachempfunden, allerdings in  architektonisch aufwendigerer Form als ihr Vorgänger gestaltet. Sie weist einen achteckigen Grundriss auf, aus dem vier Risalite hervorspringen, die jeweils Fenster bzw. die Eingangstür enthalten. Die neue Kapelle ist dem Erzengel Michael geweiht. Im Zuge der Errichtung des Neubaus wurden auch die Grundmauern des Original-Baues im Motsloch wieder freigelegt.